# Úrvalsdeild 1923
Thống kê của Úrvalsdeild mùa giải 1923.

## Tổng quan
Có 4 đội tham gia, và Fram giành chức vô địch.

## Bảng xếp hạng
| Vị thứ | Câu lạc bộ | St | T | H | B | BT | BB | HS  | Đ |
| 1      | Fram       | 3  | 3 | 0 | 0 | 12 | 2  | +10 | 6 |
| 2      | KR         | 3  | 2 | 0 | 1 | 8  | 4  | +4  | 4 |
| 3      | Valur      | 3  | 0 | 1 | 2 | 3  | 10 | -7  | 1 |
| 4      | Víkingur   | 3  | 0 | 1 | 2 | 2  | 9  | -7  | 1 |